# Белозеровка (Винницкая область)
Белозеровка (укр. Білозерівка) — село на Украине, находится в Липовецком районе Винницкой области.
Код КОАТУУ — 0522287002. Население по переписи 2001 года составляет 244 человека. Почтовый индекс — 22532. Телефонный код — 4358.
Занимает площадь 1,366 км².

## Адрес местного совета
22532, Винницкая область, Липовецкий р-н, с. Счастливая, ул. Буденного, 21